# Tsuneko Sasamoto
Tsuneko Sasamoto (Tóquio, 1º de Setembro de 1914) foi a primeira mulher fotojornalista do Japão.

## Carreira
Tsuneko Sasamoto estudou economia doméstica, mas abandonou pois tinha a ambição de se tornar pintora. Após essa desistência, ela se inscreveu em um instituto de pintura (sem avisar os pais) e em uma escola de costura.
Sasamoto iniciou sua carreira como ilustradora em meio período nas páginas do jornal local Tokyo Nichi Nichi Shimbun (agora Mainichi Shimbun). Em 1940, aos 26 anos, ela ingressou na Photographic Society of Japan, tornando-se oficialmente a primeira fotojornalista do país. Sasamoto chegou a declarar que Margaret Bourke-White foi uma grande influência na razão pela qual ela escolheu a fotografia.
Tsuneko Sasamoto fotografou uma infinidade de momentos históricos e de personalidades, muito e pouco conhecidas. Seus trabalhos incluíram retratar o general Douglas MacArthur e sua esposa Jean Faircloth em 1947 durante a ocupação norte-americana no Japão; a família imperial; a Juventude Hitlerista visitando o Japão; e famosos romancistas, poetas e artistas japoneses. Entre os políticos, seu retrato de 1955 do chefe do Partido Socialista Inejiro Asanuma foi o último dele vivo. Ele foi assassinado no dia seguinte.
Ela ainda retratou mulheres japonesas independentes, nascidas na Era Meiji (1868-1912), que lutavam contra o sexismo arraigado para encontrar suas próprias vozes como romancistas, ativistas e atrizes. 
Em 2011, Sasamoto publicou um livro de fotografias chamado Hyakusai no Finder. Em 2014, inaugurou uma exposição, Hyakusai Ten, que marcou seu centenário. Neste mesmo ano, ela quebrou a mão esquerda e ambas as pernas, mas continuou trabalhando num projeto chamado Hana Akari, livro em homenagem aos seus amigos que já morreram. Em 2015, publicou o livro Inquisitive Girl at 101: Hints for Living a Long Life.

## Prêmios
2016: Lucie Award for Lifetime Achievement.